# Pauselijke uitvaart
De pauselijke uitvaart is de uitvaart voor een overleden paus.

## Opbaring in de Sint Pietersbasiliek
Nadat de paus is overleden wordt zijn lichaam vlak daarna in de Sint-Pietersbasiliek opgebaard op een katafalk en daarbij wordt de Litanie van alle Heiligen gezongen, maar in plaats van ora pro nobis (bid voor ons) wordt ora pro eo (bid voor hem) gezongen.
Als het lichaam voor het altaar is gelegd kan het publiek tot de dag voor de uitvaart afscheid van hem nemen. De paus is gekleed in een witte mijter op en met rode gewaden aan en heeft het pallium en de ferula. Bij Benedictus XVI ontbraken het pallium en de kruisstaf, omdat Benedictus bij zijn dood niet meer in functie was, maar met emeritaat. Wel werd zijn pallium in de kist gelegd.

## Uitvaartmis
De pauselijke uitvaartmis wordt voorgezeten door een kardinaal die de Deken van het College van Kardinalen is. Bij de uitvaart van Johannes Paulus II was dat Joseph Ratzinger. Het verschil met de uitvaart van een gewone katholiek is, dat bij een pauselijke uitvaart de kleur niet paars is maar rood. Rood wordt tevens gebruikt in de liturgie bij Palmzondag, Goede Vrijdag, en Pinksteren.

## Bijzetting
Na de mis wordt de kist met het lichaam van de paus naar zijn laatste rustplaats gebracht. Het is gebruikelijk dat de paus vlak bij het graf van Petrus begraven wordt in de Sint Pieter in Rome, maar er zijn ook pausen geweest die hun laatste rustplaats vonden in andere Romeinse kerken. Zo vond Paus Leo XIII zijn laatste rustplaats in de Sint-Jan van Lateranen en Pius IX in de kerk van Sint Laurens buiten de muren.
Paus Franciscus heeft in december 2023 te kennen gegeven dat ook hij niet in de Sint-Pieterskerk begraven wil worden, maar in de Santa Maria Maggiore vlak bij de icoon Salus Populi Romani.

## Wijzigingen door de tijd
Met het Tweede Vaticaans Concilie veranderde ook het pauselijke dodenritueel, net als vele andere dingen in de katholieke kerk.
Zo droeg Johannes XXIII nog handschoenen bij zijn opbaring en droeg een gouden mijter. Zijn opvolger Paus Paulus VI droeg een eenvoudige rood gewaad en een witte mijter en droeg bij aan de pauselijke opbaring zoals we het tot op de dag van vandaag kennen.